# Barbara Windsor
Barbara Windsor was de artiestennaam van Barbara Ann Deeks, Shoreditch, 6 augustus 1937 – Londen, 10 december 2020), een Britse actrice, bekend van haar acteerwerk in de Carry On-films en de rol van Peggy Mitchell in de BBC One-soapserie EastEnders. Ze trad toe tot de cast van EastEnders in 1994 en won in 1999 de British Soap Award voor beste actrice. In 2016 werd ze met het overlijden van haar personage uit het programma geschreven.
Windsor begon haar podiumcarrière in 1950. Ze was toen 13 jaar. In 1954 maakte ze haar filmdebuut als schoolmeisje in The Belles of St Trinian's. Ze werd genomineerd voor een  BAFTA Award (filmprijs) voor de film Sparrows Can't Sing uit 1963 en genomineerd voor een Tony Award (theaterprijs) voor de Broadway-productie van Oh, What a Lovely War! uit 1964. In 1972 stond ze tegenover Vanessa Redgrave in de West End-productie The Threepenny Opera (Driestuiversopera). Tussen 1964 en 1974 speelde ze in negen Carry On-films, waaronder Carry On Spying (1964), Carry On Doctor (1967), Carry On Camping (1969), Carry On Henry (1971) en Carry On Abroad (1972). Ze was daarnaast medepresentator van de Carry On-compilatie That's Carry On! uit 1977. Samen met Jim Dale is ze een van de weinige vaste personages uit de filmreeks die nog in leven is.
Andere filmrollen waren A Study in Terror uit 1965 en Chitty Chitty Bang Bang uit 1968. Daarnaast sprak ze de stem in van Mallymkun the Dormouse (de Zevenslaper) in  Alice in Wonderland uit 2010 en in Alice Through the Looking Glass uit 2016.
Windsor werd benoemd tot Dame Commander in de Orde van het Britse Rijk (DBE) tijdens de New Year Honours van 2016 vanwege haar verdiensten voor liefdadigheidsinstellingen en amusement.

## Jeugd
Windsor werd in 1937 geboren in Shoreditch in Londen (haar geboorteaangifte werd gedaan in Stepney). Ze was het enige kind van de straatventer John Deeks en zijn vrouw Rose (meisjesnaam Ellis) die naaister was. Windsor is van Engelse en Ierse afkomst. Tijdens de Tweede Wereldoorlog werd ze naar Brighton overgebracht. Na de oorlog kreeg ze een beurs om naar de rooms-katholieke Our Lady's Convent High School te gaan. Haar moeder betaalde spraaklessen voor haar en ze volgde lessen aan de Aida Foster School in de Londense wijk Golders Green. Toen ze dertien jaar oud was maakte Windsor haar podiumdebuut. In 1952 debuteerde ze op  West End in het koor van de musical Love From Judy, die twee jaar lang liep. Een jaar later nam ze de artiestennaam Windsor aan, geïnspireerd door de kroning van koningin  Elizabeth II. Al snel stroomde het televisiewerk binnen met de eerste series van Dreamer's Highway, The Jack Jackson Show en Six-Five Special.

## Carrière
Windsors eerste filmrol was in The Belles of St Trinian’s die in 1954 werd uitgebracht. Ze sloot zich aan bij de Theatre Workshop in het Theatre Royal Stratford East van regisseuse Joan Littlewood, en verwierf bekendheid in de komedie Fings Ain't Wot They Used T'Be van deze theatergroep en in Littlewoods film Sparrows Can't Sing uit 1963. Hiervoor werd ze genomineerd voor een  BAFTA Award voor beste Britse filmactrice. Ze speelde verder in de komische film Crooks in Cloisters uit 1964, de muziekfilm Chitty Chitty Bang Bang uit 1968 en in de komische tv-series The Rag Trade and Wild, Wild Women.

### Carry On
Windsor kreeg bekendheid door haar vertolking van een luchthartig meisje in negen Carry On-films. De eerste was de filmkomedie Carry On Spying uit 1964 en haar laatste Carry On-film was Carry On Dick uit 1974. Tussen 1964 en 1977 was ze tevens te zien in verschillende Carry On-televisiespecials en -compilaties.
Een van haar markantste scènes komt uit Carry On Camping uit 1969, waarin haar bikinitopje af vliegt tijdens aerobicoefeningen in de buitenlucht. Op de typische Carry On-manier wordt er naaktheid gesuggereerd, maar in werkelijkheid is er weinig te zien.
Van 1973 tot 1975 speelde ze met een aantal acteurs uit Carry On in de West End-revue Carry On Londen! In die tijd had ze een relatie met haar tegenspeler Sid James die veel ruchtbaarheid kreeg.
Ze werd vele jaren vereenzelvigd met de Carry On-films. Hierdoor kreeg ze later in haar carrière dezelfde soort rollen toebedeeld.

### Theater
Windsor speelde op  Broadway in Oh, What a Lovely War! van de Theatre Workshop en werd in 1965 genomineerd voor een Tony Award voor beste vrouwelijke bijrol in een musical. Ze speelde verder in de geflopte musical Twang!! van Lionel Bart (geregisseerd door Joan Littlewood) en in de musical Come Spy with Me met Danny La Rue.
In 1970 sleepte ze de rol van music hall-legende Marie Lloyd in de musicalbiografie Sing A Rude Song in de wacht. In 1972 speelde ze met Vanessa Redgrave op West End in The Threepenny Opera (Driestuiversopera) van filmregisseur Tony Richardson. In 1975 toerde ze met haar eigen show Carry On Barbara! door Groot-Brittannië, Nieuw-Zeeland en Zuid-Afrika en speelde vervolgens de rol van Maria in het Twelfth Night (Driekoningenavond) in het Chichester Festival Theatre. 
In 1981 speelde ze in het Lyric Hammersmith-theater de op seks beluste hospita Kath in Joe Ortons black comedy Entertaining Mr Sloane, die werd geregisseerd door haar vriend Kenneth Williams. Ze speelde deze rol opnieuw in 1993 tijdens de landelijke reprise van de voorstelling.

### EastEnders
Bij de lancering van EastEnders in 1985 zeiden de producenten dat ze geen bekende acteurs zouden casten (Wendy Richard is een uitzondering). Windsor heeft gezegd dat ze graag deel had uitgemaakt van de oorspronkelijke cast. Toen in 1994 het beleid werd versoepeld, accepteerde Windsor het aanbod om met EastEnders mee te doen. Ze kreeg de rol van Peggy Mitchell (wat eerder een minder belangrijke rol was en die in 1991 werd gespeeld door Jo Warne), waarvoor ze in 1999 de British Soap Award voor beste actrice won en in 2009 de oeuvreprijs van de British Soap Awards.

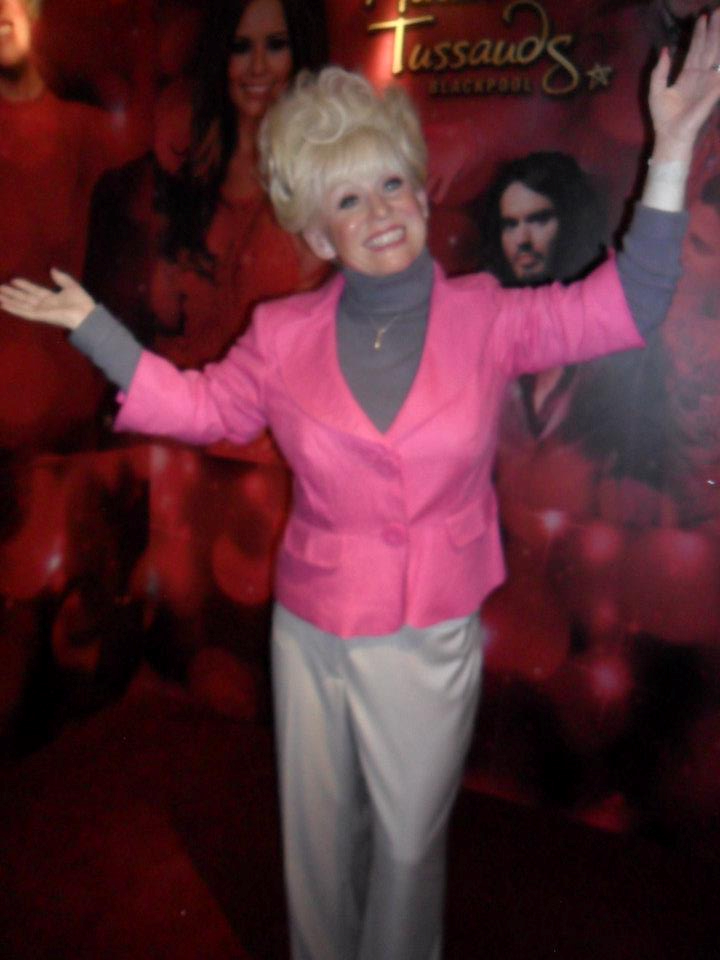
Wassen beeld van Windsor als Peggy Mitchell in Blackpool

Tussen 2003 en 2005 moest ze haar rol opgeven omdat ze besmet was geraakt met het Epstein-Barrvirus, wat haar helemaal uitputte. Wel was Windsor in 2004 in staat om in twee afleveringen een gastrol te vervullen. In de zomer van 2005 kwam ze weer fulltime bij de cast. In oktober 2009 kondigde Windsor aan dat ze EastEnders ging verlaten omdat ze meer tijd met haar man wilde doorbrengen. Op 10 september 2010 verliet haar personage de Albert Square nadat een brand de Queen Victoria, de pub waarvan ze de eigenaar was, had verwoest.
In juli 2013 werd aangekondigd dat Windsor één aflevering zou terugkeren. Die werd op 20 september 2013 uitgezonden. Op 25 september 2014 kwam ze weer een aflevering terug, en verder nog een keer voor het dertigjarig bestaan van EastEnders op 17 februari 2015. In februari 2015 speelde Windsor samen met Pam St. Clement (die de rol van Pat Evans had) in de serie EastEnders: Back to Ours om te vieren dat EastEnders dertig jaar bestond. Windsor en St. Clement blikten hierin terug op de meest dramatische momenten die hun personages hadden beleefd.
In november 2015 werd in het geheim de aflevering opgenomen waarin Windsor haar comeback in EastEnders maakte. Deze werd in januari 2016 uitgezonden. Hierna werd bevestigd dat haar personage later in het jaar zou overlijden. Dit was Windsors beslissing; ze vertelde dat ze zolang Peggy nog leefde altijd het gevoel zou hebben dat ze haar moest spelen. In de aflevering van 17 mei 2016, die werd uitgezonden op BBC One, speelde Windsor voor het laatst.

## Latere jaren
Windsor sprak de stem in van Mallymkum the Dormouse (de Zevenslaper) in Walt Disney's verfilming van  Lewis Carrolls Alice's Adventures in Wonderland, Alice in Wonderland uit 2010 die werd geregisseerd door Tim Burton. Ze speelde verder in de pantomimevoorstelling Dick Whittington in het theater Bristol Hippodrome tijdens de kerstperiode van 2010-2011. In september 2010 werd bekendgemaakt dat Windsor reclame zou gaan maken voor de bingowebsite Jackpotjoy als de bingokoningin. In januari 2011 speelde ze zichzelf in een aflevering van de mockumentaire Come Fly with Me.

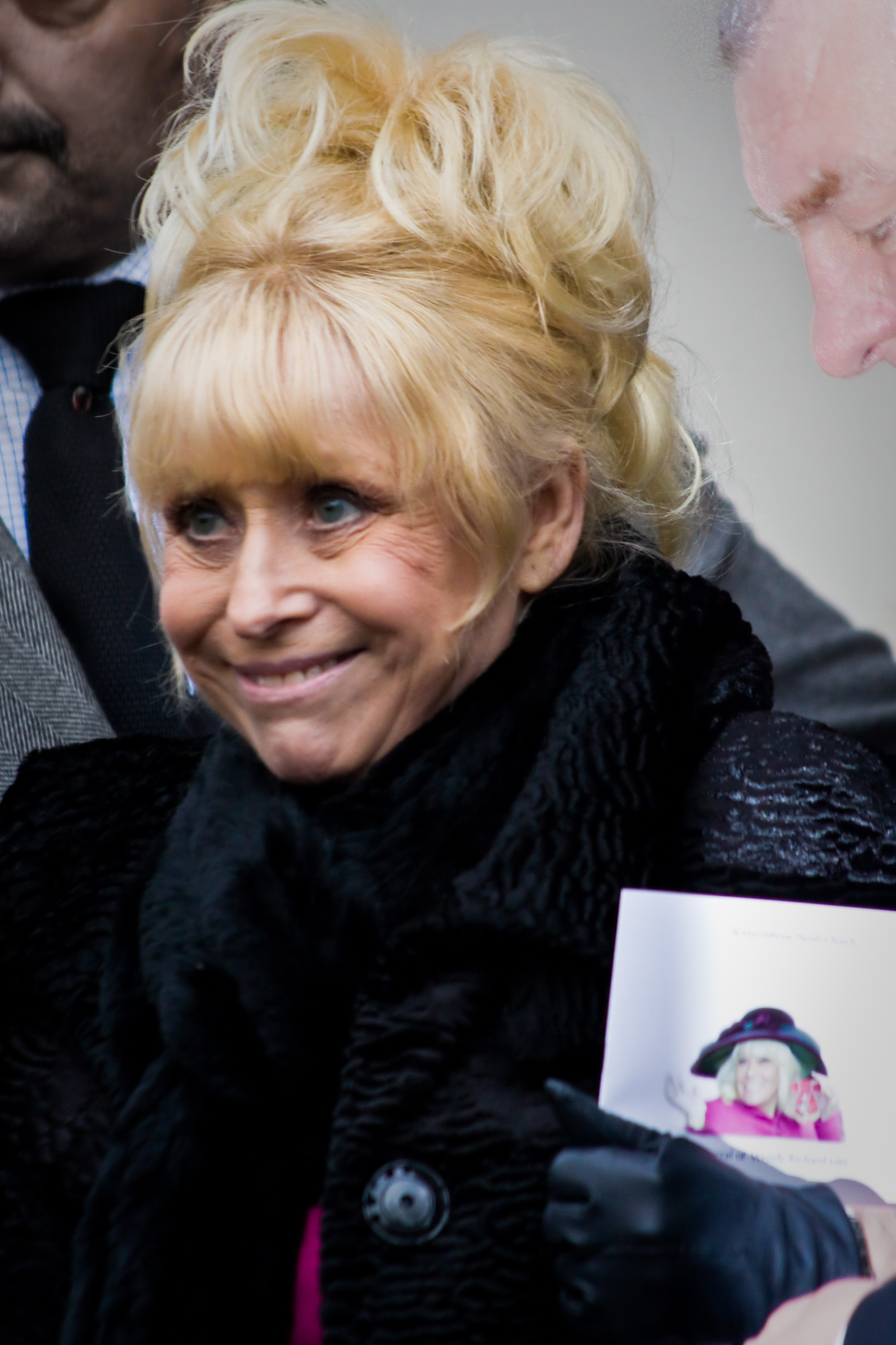
Windsor in 2009

Vanaf 2011 presenteerde ze regelmatig muziekprogramma’s en programma’s over showbizzgeschiedenis voor BBC Radio 2. Daarnaast verving ze Elaine Paige regelmatig in het radioprogramma Elaine Paige on Sunday. In 2016 sprak ze nogmaals de stem in van Mallymkum the Dormouse (de Zevenslaper) in de film Alice Through the Looking Glass uit 2016.
In mei 2017 kreeg Windsor een gastrol als zichzelf in de BBC-televisiefilm Babs, geschreven door Tony Jordan, de scenarioschrijver van EastEnders. Hierin is te zien hoe Windsor zich in de jaren negentig van de twintigste eeuw voorbereidt om het podium op te gaan en teruggeblikt op gebeurtenissen uit haar leven, waaronder haar jeugd, haar huwelijk met de crimineel Ronnie Knight en haar rollen in de Carry On-films.

## Relaties en persoonlijk leven
Windsor is drie keer getrouwd geweest en heeft geen kinderen.
1. Ronnie Knight, nachtclubeigenaar en veroordeeld misdadiger (getrouwd op 2 maart 1964, gescheiden in januari 1985)
2. Stephen Hollings, chef-kok/restauranthouder (getrouwd op 12 april 1986 in Jamaica, gescheiden in 1995)
3. Scott Mitchell, voormalig acteur en recruiter (getrouwd op 8 april 2000)

Voor haar huwelijk met Ronnie Knight had Windsor een onenightstand met de beruchte  East End-gangster  Reggie Kray en een langere affaire met zijn oudere broer Charlie Kray. Tussen 1973 en 1976, toen ze getrouwd was met Knight, had ze een affaire  met Carry On-tegenspeler Sid James. Die affaire kreeg veel publiciteit. Kenneth Williams, een andere tegenspeler in Carry On, vergezelde Windsor en Knight op hun huwelijksreis.
In All of Me, haar autobiografie uit 2000, vertelt Windsor over haar vijf abortussen, waarvan de eerste drie plaatsvonden toen ze in de twintig was en de laatste plaatsvond toen ze 42 was. Ze zei dat ze nooit kinderen wilde krijgen, wat kwam doordat haar vader haar na de scheiding van haar ouders had afgewezen.
Windsor werd benoemd in de Orde van het Britse Rijk (MBE) tijdens de New Year Honours van 2000. In augustus 2010 kreeg ze de Freedom of the City of London toegekend en in november 2010 werd ze door de City of Westminster geëerd tijdens een boomplantceremonie met plaquetteonthulling.
Windsor werd benoemd tot Dame Commander in de Orde van het Britse Rijk (DBE) tijdens de New Year Honours van 2016 vanwege haar verdiensten voor liefdadigheidsinstellingen en amusement.
Windsor was bevriend met Amy Winehouse en werd in 2012 beschermvrouw van de Amy Winehouse Foundation.
In november 2014 kreeg ze een eredoctoraat van de Universiteit van Oost-Londen.

### Gezondheid
In april 2014 kreeg Windsor de diagnose ziekte van Alzheimer. Ze koos ervoor om dit niet openbaar te maken, maar haar vrienden en collega’s waren er wel van op de hoogte. Op 10 mei 2018 maakte Windsors echtgenoot Scott Mitchell bekend hoe het met haar gezondheid gesteld was. In januari 2019 maakten Mitchell en enkele voormalige tegenspelers van Windsor uit EastEnders bekend dat ze de marathon van Londen gingen lopen ten behoeve van een campagne over dementie. Mitchell vertelde dat Windsors gezondheid en geestelijke conditie achteruit waren gegaan en dat ze hem soms niet meer herkende.
In augustus 2019 werd Windsor 82 jaar. Op haar verjaardag werden Windsor en haar echtgenoot ambassadeurs van de Alzheimer Society. Op dezelfde dag verschenen ze samen in een video voor dit goede doel, waarin Windsor zei: ‘Samen kunnen we iets doen tegen dementie’. Mitchell bracht de problemen die de ziekte met zich meebrengt onder de aandacht en drong er bij de kijkers op aan om een brief aan  premier Boris Johnson te ondertekenen waarin hij werd opgeroepen om ‘deze uitdagingen snel aan te pakken’.
In augustus 2020 meldde BBC News dat Windsor naar een verzorgingstehuis in Londen was verhuisd. Zij overleed op 10 december 2020 op 83-jarige leeftijd.

## Filmografie van deCarry On-films
| Jaar | Titel                 | Rol                                     |
| ---- | --------------------- | --------------------------------------- |
| 1964 | Carry On Spying       | Daphne Honeybutt (codenaam Brown Cow)   |
| 1967 | Carry On Doctor       | Nurse Sandra May                        |
| 1969 | Carry On Camping      | Babs                                    |
| 1969 | Carry On Again Doctor | Goldie Locks (echte naam Maud Boggins)  |
| 1971 | Carry On Henry        | Bettina                                 |
| 1972 | Carry On Matron       | Verpleegster Susan Ball                 |
| 1972 | Carry On Abroad       | Sadie Tomkins                           |
| 1973 | Carry On Girls        | Hope Springs (echte naam Muriel Bloggs) |
| 1974 | Carry On Dick         | Harriet                                 |
| 1977 | That's Carry On!      | Barbara Windsor                         |

- Bibsys: 10076131
- Bibliothèque nationale de France: cb14239622t (data)
- Gemeinsame Normdatei: 1064274404
- International Standard Name Identifier: 0000 0001 1052 501X
- Library of Congress Control Number: n2001025036
- MusicBrainz: ae0690f8-320d-46da-82bc-b44d1dab9b99
- Nationale bibliotheek van Australië: 35843628
- Nationale Bibliotheek van Israël: 987008729423205171
- Nationale Bibliotheek van Polen: a0000002283600
- Système universitaire de documentation: 091298008
- Trove: 1112331
- Virtual International Authority File: 33801246
- WorldCat: E39PBJjhC7X3JGt3GJ7C8XwQv3